# Palystella namaquensis
Palystella namaquensis är en spindelart som beskrevs av Lawrence 1938. Palystella namaquensis ingår i släktet Palystella och familjen jättekrabbspindlar.
Artens utbredningsområde är Namibia. Inga underarter finns listade i Catalogue of Life.